# Historia Dzierzgonia

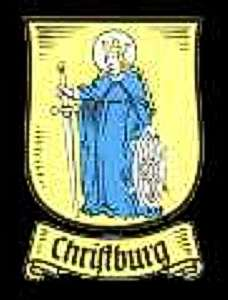
Herb Dzierzgonia sprzed 1945

## Dawne nazwy Dzierzgonia i ich pochodzenie
Historycznymi nazwami Dzierzgonia są Christburg i Kiszpork. Pierwsza forma jest pochodzenia niemieckiego, natomiast druga jest jej spolszczeniem. 
Genezę nazwy Christburg kronikarz Piotr z Dusburga wywodził od rzekomego zdobycia grodziska pruskiego w Starym Dzierzgoniu przez Krzyżaków w Boże Narodzenie 1247 (Christburg – miasto Chrystusa). Większość historyków nie zgadza się jednak z tą wersją. Przyczyną jest fakt, iż w naszym kręgu kulturowym praktycznie nie używano w nazwach imienia twórcy chrześcijaństwa.  
Najbardziej prawdopodobną wydaje się wersja podana przez historyka Maxa Toeppena. Wywodzi on nazwę Christburg od bogatego Prusa imieniem Kerse (prawdopodobnie mogło chodzić o całe podplemię). Forma Kerseburg lub Kirsburg z czasem ewoluowała w Christburg.

## Początki (od zarania do 1234)

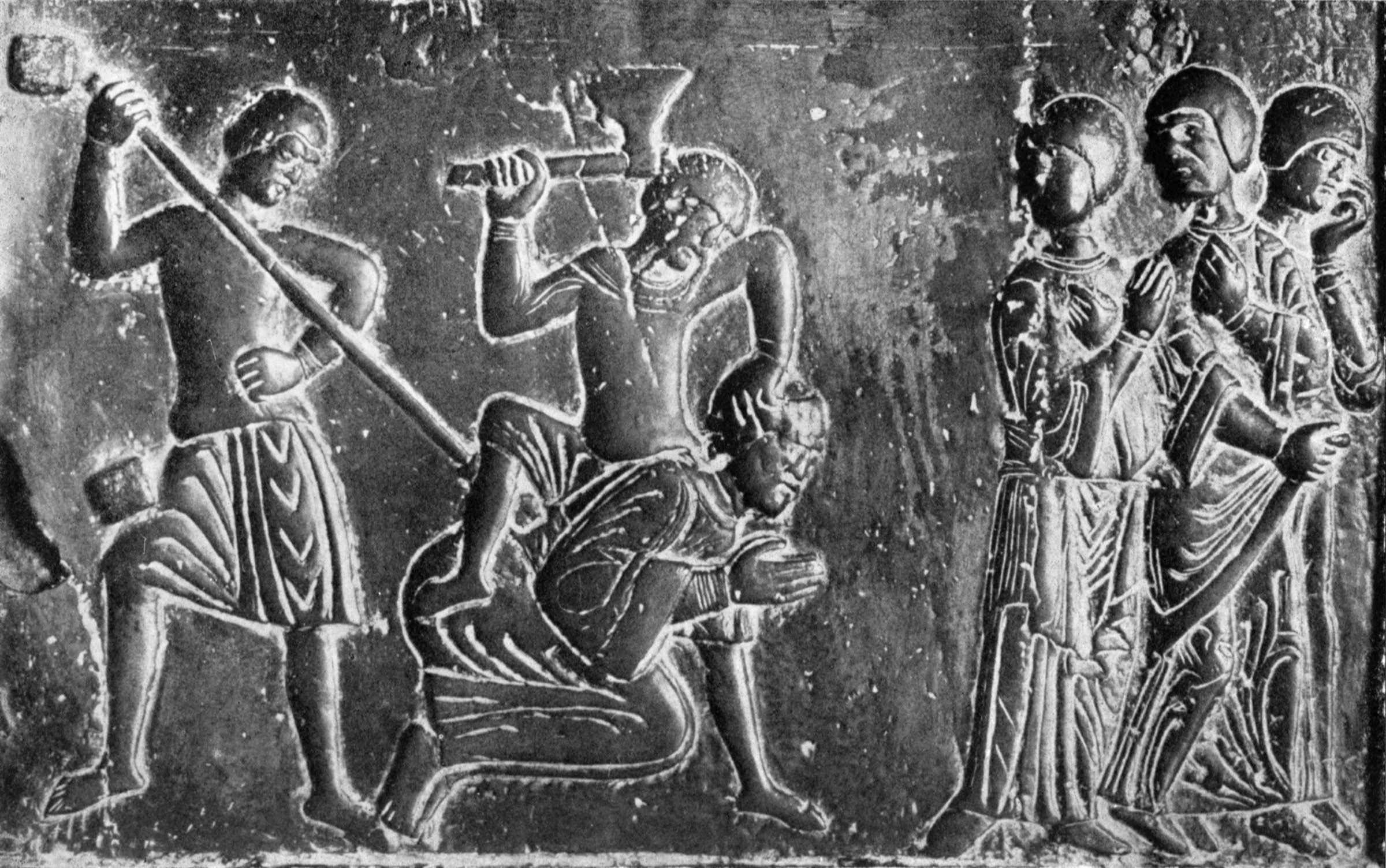
Śmierć św. Wojciecha – rekonstrukcja z Drzwi Gnieźnieńskich

Początki osadnictwa na terenie dzisiejszego Dzierzgonia sięgają VI–IX wieku. Z tego też okresu pochodzą wykopane na terenie gminy znaleziska archeologiczne takie jak: urny popielnicowe, naczynia gliniane oraz ozdoby z brązu. Na tych terenach zamieszkiwało pruskie plemię Pomezanów. Obszary te były jak na ówczesne warunki dość gęsto zaludnione, świadczy o tym przewaga pól nad lasami. Prawdopodobnie już od X wieku nad rzeką Sirgune (w języku pruskim Zirgun – dzisiaj rzeka Dzierzgoń) istniała osada targowa.
W 997 do Prus w okolice Dzierzgonia udał się z misją chrystianizacyjną św. Wojciech. Wyprawa przyszłego świętego miała charakter pokojowy i z tego powodu nie towarzyszyli mu zbrojni, a jedynie Radzim Gaudenty i służący Bogusza, który prawdopodobnie znał język pruski. Wojciech ruszył do Prus łodzią z Gdańska. W owym czasie Żuławy były w dużym stopniu pokryte wodą, także Dzierzgoń miał bezpośrednią styczność z Zalewem Wiślanym. Kontaktu z tubylcami nie można zaliczyć do udanych. Wędrowcom nakazano powrót, lecz gdy tego nie uczynili, Wojciech, jako przywódca, został ścięty. Do zdarzenia doszło w miejscu dziś identyfikowanym z wsią Święty Gaj.

## W państwie krzyżackim (1234–1466)

### Dzierzgoń przed lokacją

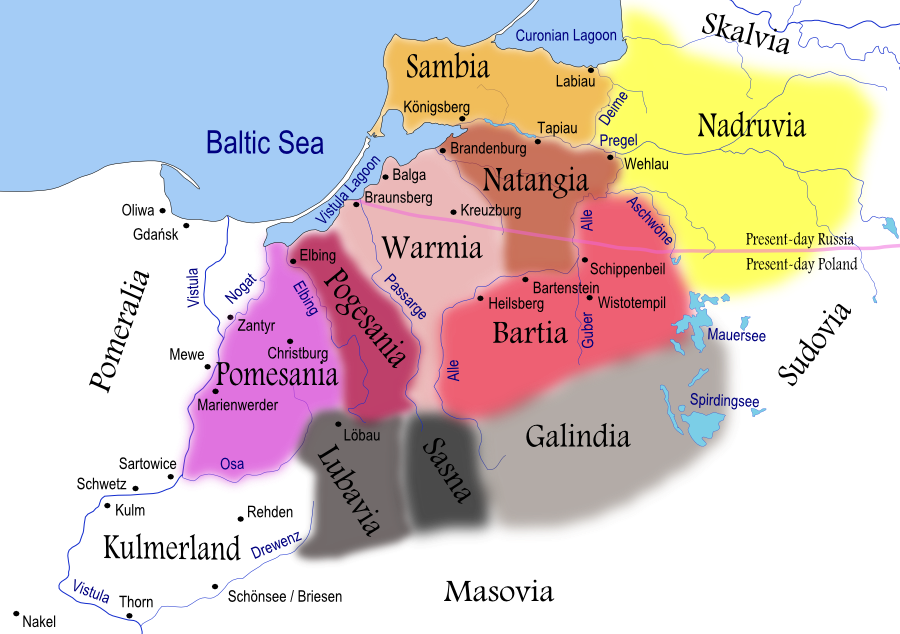
Rozmieszczenie plemion pruskich w XIII wieku. Dzierzgoń (Christburg) umiejscowiony na ziemi Pomezanów.

Na przełomie lat 1233/1234 na ziemie Prus Górnych, zamieszkiwane wówczas przez Pomezanów w okolice Dzierzgonia trafili Krzyżacy, którzy prowadzili politykę podboju ziem pruskich. W 1234 stoczyli bitwę nad rzeką Dzierzgoń, w której pokonali Prusów. Po stronie zakonu walczyły liczne posiłki polskie m.in. książę Konrad Mazowiecki. Po bitwie Prusy Górne znalazły się pod panowaniem krzyżackim, łącznie z pobliskim grodziskiem pruskim w Starym Dzierzgoniu, tam też zakon wybudował twierdzę. W 1242 wybuchło powstanie plemion pruskich, w czasie którego zostały zdobyte, przez Pomezan i Świętopełka, księcia pomorskiego (niedawnego sojusznika Krzyżaków), umocnienia w Starym Dzierzgoniu. Zakon warowni nie mógł odbić, więc mistrz krajowy Henryk von Weida podjął decyzję o wybudowaniu nowego zamku nad rzeką Sirgune, któremu nadano nazwę Neu Christburg (Nowy Christburg). Zaledwie rok później doszło do zawarcia 7 lutego 1249 pokoju z Prusami (układ w Dzierzgoniu) w obecności legata papieskiego Jakuba z Leodium, późniejszego papieża Urbana IV. Prusowie zobowiązali się w traktacie do m.in. do odbudowy zniszczonych kościołów w Starym i Nowym Dzierzgoniu. Fakt ten świadczy o tym, iż osada w Dzierzgoniu musiała istnieć jeszcze przed zbrojnym zrywem ludności pruskiej. Początkowo Dzierzgoń istniał jako podgrodzie i najprawdopodobniej był otoczony palisadą. Osada pozbawiona większych umocnień często padała ofiarą najazdów, w czasie których ludność kryła się w zamku.

### Komturia dzierzgońska (1239–1466)
Podstawową jednostką podziału państwa krzyżackiego była komturia, ona z kolei dzieliła się na komory. Komturstwo dzierzgońskie powstało już w 1239. Jej granice sięgały Wisły, Pasłęki i Mazowsza, sąsiadowała z komturstwem malborskim i elbląskim. Na jej obszarze znajdowały się miasta Dzierzgoń, Miłomłyn, Zalewo, a także wioski w liczbie 172 (47 niemieckich, 45 pruskich, 80 pozostałych osad). W 1341 wraz z utworzeniem komturii ostródzkiej przez wielkiego mistrza Dietricha von Altenburg, uległa zmniejszeniu powierzchnia komturii dzierzgońskiej (do kolejnej zmiany doszło dopiero w 1454). W nowym kształcie komturia miała 1240 km² i była podzielona na pięć komór (niem. Kammerämter):
| Nazwa polska | Nazwa niemiecka  |
| ------------ | ---------------- |
| Morany       | Moreinen         |
| Kiersity     | Kerschitten      |
| Przezmark    | Preussisch Markt |
| Nowiec       | Nehmen           |
| Karpowo      | Kerpen           |

Każdy komtur dzierzgoński był jednocześnie wielkim szatnym zakonu. Rezydował w zamku dzierzgońskim, który został wybudowany w 1248 przez mistrza krajowego Heinricha von Wida. Nie jest znany dokładny wygląd zamku. Do dzisiaj zachował się jedynie plac i elementy umocnień ziemnych, które mogą dać pogląd jedynie o dolnych jego partiach. Wiadomo, że zamek należał do najstarszych tego typu budowli krzyżackich w Prusach i do potężniejszych. W warowni mieszkało prawdopodobnie do dwudziestu zakonników oraz służba.
Około 1429 siedziba konwentu dzierzgońskiego została przeniesiona do zamku przezmarskiego, natomiast sama komturia istniała aż do II pokoju toruńskiego, czyli do chwili, kiedy miasto zostało przyłączone do Polski.

### Akty lokacyjne
Pierwszy przywilej lokacyjny miasta Dzierzgonia datowany jest na 7 kwietnia 1288 i został nadany przez komtura dzierzgońskiego Helwiga von Goldbach. Do ważniejszych postanowień aktu należy przyznanie sołtysowi Bernardowi ziemi o łącznej powierzchni czterech łanów chełmińskich, prawo do sądzenia oraz pobieranie opłat sądowych z których trzecia część przypadała sołtysowi (reszta była zabierana przez zakon). Krzyżacy zachowali dla siebie prawo sądzenia ludności pruskiej mieszkającej poza miastem. Zapis świadczy o tym, iż w samym Dzierzgoniu istniała społeczność Pomezan. Na mocy przywileju lokacyjnego miasto otrzymało 30 łanów chełmińskich.
Kolejny przywilej lokacyjny nadał pruski mistrz krajowy Meinchard von Querfurt w 1290. Nadane zostało miastu chełmińskie prawo sądowe, prawo do żeglugi rzeką Dzierzgoń i jeziorem Drużno oraz uprawnienia do połowu ryb.
Prawo chełmińskie nadane miastu zawiera wiele mankamentów. Prawdopodobnie przed 1288 istniał już pierwotny przywilej lokacyjny, niezachowany lub w formie ustnej
Kolejnym przywilejem dla miasta jest akt datowany na 11 czerwca 1316, a wydał go komtur dzierzgoński Luther z Brunszwiku. W jego wyniku został przyśpieszony proces rozwoju Dzierzgonia. Zbudowano rzeźnię, słodownię, warzelnię piwa, piekarnię, wydano zezwolenie na założenie łaźni.
Ostatni przywilej lokacyjny został wydany przez wielkiego mistrza Ludwiga von Erlichshausena dnia 4 kwietnia 1451 i który to akt zastąpił dotychczas wydane. Do najważniejszych postanowień należą powiększenie obszaru gruntów miejskich do 71 łanów i 27 morgów, a także określenie sumy jaką musiało uiszczać miasto na rzecz zakonu (37 grzywien płatnych w gotówce i zbożu).

### Bitwa pod Grunwaldemi okres do 1466

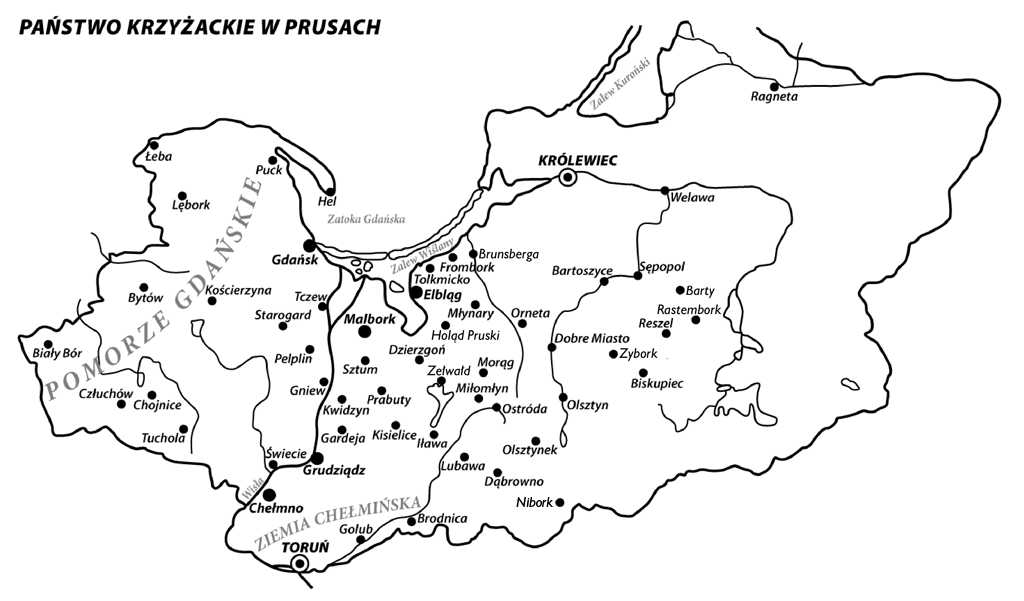
Państwo krzyżackie do II pokoju toruńskiego

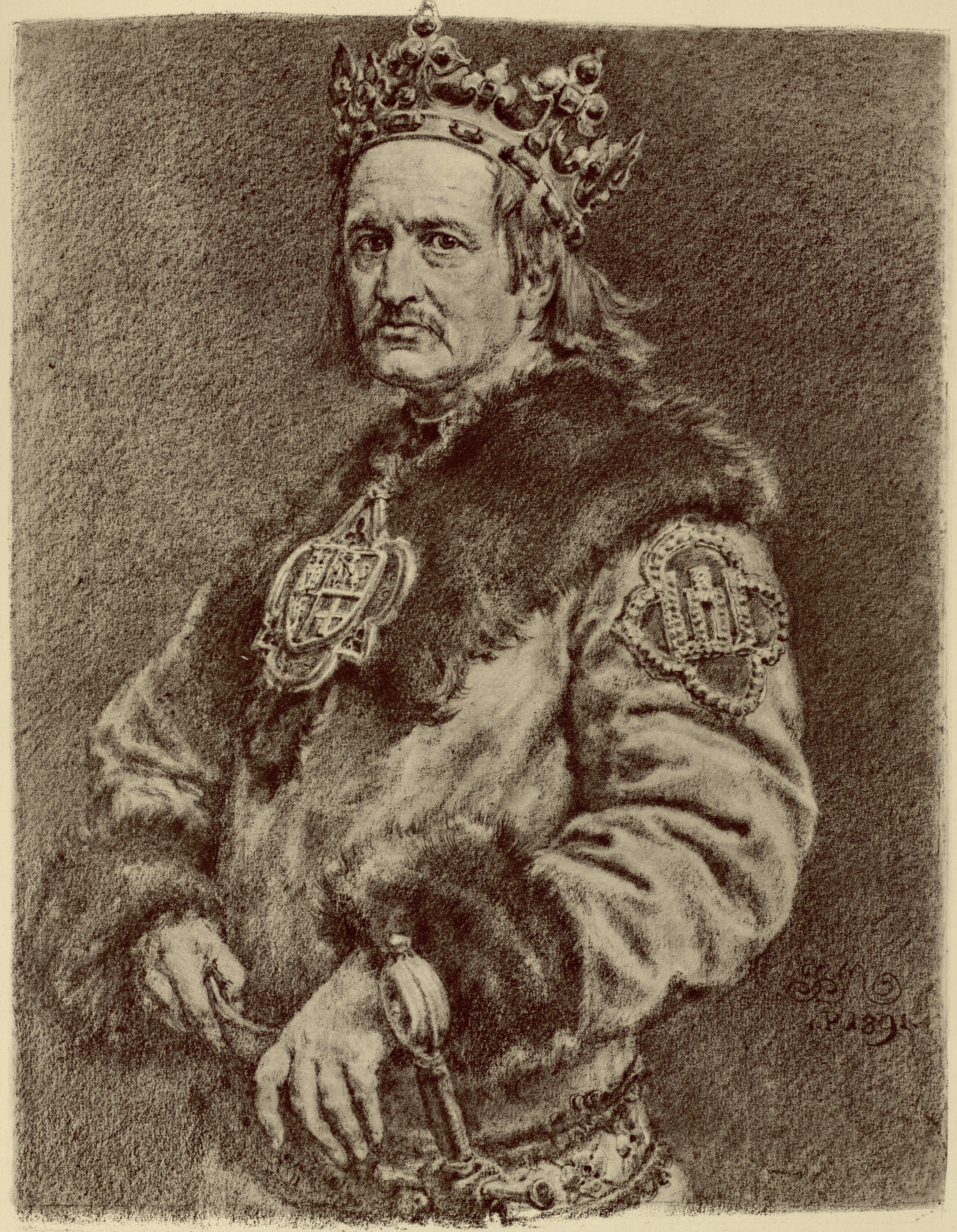
Władysław II Jagiełło

15 lipca 1410 doszło do bitwy pod Grunwaldem, która okazała się bezsprzecznym zwycięstwem strony polsko-litewskiej. W starciu poległ komtur dzierzgoński Albrecht von Schwarzburg. Po bitwie wojska sprzymierzonych udały się w kierunku Malborka – stolicy państwa zakonnego. W drodze do celu król Władysław II Jagiełło zatrzymał się w Dzierzgoniu. Do miasta wkroczył 22 lipca, zastając tam opustoszały zamek, z którego załoga krzyżacka uciekła w ostatniej chwili. Król wysłuchał mszy w kaplicy zamkowej (pod wezwaniem św. Krzysztofa). Kazał zabrać rzeźbę Madonny, którą przekazał do kościoła mariackiego w Sandomierzu. 24 lipca Jagiełło z wojskiem opuścił Dzierzgoń, gdzie zostawił małą załogę pod dowództwem Zbigniewa z Brzezia. Wkrótce owa grupa została pod naciskiem krzyżackim zmuszona do odwrotu. Wycofując się podpaliła twierdzę. Następny raz Jagiełło był w Dzierzgoniu 9 września 1414 podczas tzw. wojny głodowej, po raz kolejny zajmując opustoszałe miasto. Także tym razem w czasie ewakuacji wojska polskie podpaliły warownię. Po tych zniszczeniach zamek dzierzgoński nie odzyskał już w pełni swoich walorów obronnych, jego funkcję przejęła warownia w Przezmarku.
W czasie wojny trzynastoletniej Dzierzgoń pozostawał przez większość czasu w rękach krzyżackich. W pobliżu miasta dochodziło do walk, co negatywnie odbiło się na gospodarce i sytuacji ludności. Na mocy II pokoju toruńskiego Dzierzgoń wszedł w skład Królestwa Polskiego. Z oryginalnego tekstu można wyczytać oprócz nazwy miasta (łac. item oppidum et districtus Cristburg alias Drzgon), także nakaz zburzenia zamku dzierzgońskiego (co jednak nie zostało wykonane).

## Okres polski (1466–1772)
- 1467 – załoga krzyżacka opuszcza zamek i miasto. Dzierzgoń staje się siedzibą starostwa. Władanie starostwem przypada rodzinie Bażyńskich, jako forma gratyfikacji aktywnej działalności w Związku Pruskim.
- 1508 – w dokumentach pojawia się oficjalna polska nazwa Kiszpork, przekształcenie niemieckiej nazwy Christburg.
- 1517 – starostwo dzierzgońskie składające się z 10 osad przejmuje rodzina Cemów, która wypowiadając się za reformacją, wprowadza luteranizm. Znaczące przywileje otrzymują cechy rzemieślnicze od Zofii Cemowej, sprawującej rządy starościny za syna. Intensywnie rozwija się handel wykorzystujący szlak wodny rzeki do Elbląga i dalej.
- 1570 – liczba mieszkańców Dzierzgonia w dokumentach określona na 1500 osób.
- 1611 – na podstawie konstytucji sejmowej, funkcja starosty dzierzgońskiego została połączona z funkcją wojewody malborskiego. Dzierzgoń stał się starostwem grodowym (grodzkim). Tu też rezydował regent sądu grodzkiego i odbywały się sejmiki szlacheckie.
- 1624 – faktyczne przejęcie starostwa przez wojewodów malborskich.
- 20 lipca 1626 – oddziały armii szwedzkiej pod wodzą Gustawa Adolfa zajmują Dzierzgoń. Ludność zaczyna odczuwać skutki kontrybucji i kontyngentów żywnościowych.
- 26 marca 1627 – potyczka oddziału Kossakowskiego, który pod Dzierzgoniem wpadł w zasadzkę i został rozbity przez Szwedów.
- 1627 – mieszczanie zostają zmuszeni przez Szwedów do zwożenia sarni na umocowania zamku w Malborku.
- 1655 – II najazd szwedzki zwany „potopem”. W przypadku Dzierzgonia najeźdźcy określają tę samą wielkość kontrybucji i kontyngentów, jak w 1626.
- 1638, 1647, 1698, 1730 – lata największych pożarów, które stanowiły obok pomorów i wojen główny czynnik regresu i zastojów w rozwoju miasta.
- 10 czerwca 1678 – wojewoda malborski i zarazem starosta dzierzgoński, Jan Ignacy Bąkowski, wystawia akt fundacyjny budowy klasztoru reformatorów.
- 1708–1709 – miasto opanowuje epidemia dżumy („czarnej śmierci”), która przyczynia się do znacznego wyludnienia.

## W państwie pruskim i niemieckim (1772–1945)
- 17 września 1772 – rejent sądu grodzkiego w Dzierzgoniu zostaje powiadomiony o przejęciu starostwa pod zarząd władzy pruskiej. W wyniku I rozbioru Polski miasto znalazło się na obszarze zaboru pruskiego.
- 1772–1815 – Dzierzgoń staje się siedzibą wielkiego powiatu dzierzgońskiego zwanego ziemiańskim. W jego składzie znalazły się cztery dawne starostwa polskie: malborskie, dzierzgońskie, sztumskie i tolkmickie.
- 20 stycznia 1807 – przemarsz wojsk francuskich. Oddział dowodzony przez majora Reuquette zajmuje miasto, zatrzymując się na okres działań wojennych.
- 1815 – Dzierzgoń zostaje włączony do nowego powiatu sztumskiego, zachowującego jeszcze do 1818 nazwę dzierzgońskiego.
- 1830–1832 – przywleczona przez wojska generała Dybicza, tłumiące powstanie listopadowe w Królestwie Polskim, cholera azjatycka, zbiera obfite żniwo. Plonem zarazy są cmentarze założone poza miastem dla Żydów i ewangelików. Pomimo kordonów sanitarnych cholera nawiedza mieszkańców jeszcze w 1848, 1852 i 1873.
- 31 lipca 1832 – rząd pruski kasuje klasztor, oddając go do dyspozycji władz miejskich.
- 1874 – budowa kanalizacji miejskiej.
- 1880 – intensywny rozwój miasta charakteryzuje się znaczącym wzrostem ludności, której liczba wynosiła 3284 osoby.
- 30 sierpnia 1886 – oddany zostaje miejski odcinek drogi przecinającej wzgórza na trasie Malbork–Prabuty.
- 1893 – budowa linii kolejowej na trasie Malbork–Małdyty.
- 1905 – oddanie do użytku gazowni miejskiej. Uzyskiwany gaz wykorzystywany jest dla celów bytowych ludności, jak też do oświetlania ulic miasta.
- 1906–1909 – ukazuje się własna gazeta miejska Christburger Zeitung.
- 11 lipca 1920 – plebiscyt na Powiślu, Warmii i Mazurach. Za przynależnością do Polski opowiedziało się 13 mieszkańców (łączna liczba mieszkańców narodowości polskiej w owym okresie wynosiła 100 osób), za niemiecką oddanych zostało 2571 głosów.
- 1929–1930 – wybudowanie wodociągów.
- 1939 – liczba mieszkańców wynosi 3604 osoby. Miasto słynęło wówczas z organizowanych 10 razy do roku końskich targów.

## Powrót do Polski, okres powojenny (od 1945)
- 7 lipca 1945 – miasto administracyjnie wchodzi w skład województwa gdańskiego, pozostając w powiecie sztumskim. Wcześniej następuje przekazanie władzy przez radzieckiego komendanta wojennego dla organizującej się administracji polskiej. Pierwszym komisarycznym burmistrzem Dzierzgonia zostaje Mieczysław Węgrocki. Integracją wyznaniową katolików zajmuje się ks. Bernard Poszman, który również w czasie wojny odprawiał nabożeństwa dla Polaków.
- 1946–1972 – organizacja społeczności miejskiej dla odbudowy i rozbudowy infrastruktury.
- 1972 – kompleksowa odbudowa centrum miasta, tj. obecnego Placu Wolności.
- 1 czerwca 1975 – Dzierzgoń wchodzi w skład województwa elbląskiego.
- 27 maja 1990 – pierwsze wolne wybory do nowej Rady Miasta i Gminy. Ustanowienie funkcji burmistrza.
- 1 stycznia 1999 – Dzierzgoń wchodzi w skład województwa pomorskiego.

## Przynależność państwowa
Od uzyskania praw miejskich Dzierzgoń znajdował się pod panowaniem następujących państw:
- 1290–1466 –  państwo zakonu krzyżackiego
- 1466–1569 –  Korona Królestwa Polskiego
- 1569–1772 –  Rzeczpospolita Obojga Narodów,  Korona Królestwa Polskiego
- 1772–1867 –  Królestwo Prus
- 1867–1871 –  Związek Północnoniemiecki,  Królestwo Prus
- 1871–1878 –  Rzesza Niemiecka,  Królestwo Prus
- 1878–1919 –  Rzesza Niemiecka,  Królestwo Prus
- 1919–1933 –  Rzesza Niemiecka
- 1933–1935 –  [5] Rzesza Niemiecka
- 1935–1938 –  Rzesza Niemiecka
- 1938–1945 –  Rzesza Wielkoniemiecka[6]
- 1945–1952 –  Rzeczpospolita Polska
- 1952–1989 –  Polska Rzeczpospolita Ludowa
- od 1989 –  Rzeczpospolita Polska